# Dennis Prager
Dennis Mark Prager (/ˈpreɪɡər/, n. 2 august 1948, New York City, New York, SUA) este un conservator și scriitor american. Acesta este gazda emisiunii radio The Dennis Prager Show. Este cofondatorul PragerU⁠(d), o organizație nonprofit care creează videoclipuri de cinci minute pe diverse subiecte politice, economice și filozofice, informațiile fiind prezentate dintr-un punct de vedere conservator.
Prima sa activitate politică are loc în 1969 când se implică în cazul evreilor sovietici cărora le era interzisă emigrarea⁠(d). Treptat, a început să devină din ce în ce mai interesat de politică. Convingerile sale coincid cu cele ale conservatorismul social.

## Biografie
Dennis Prager s-a născut în Brooklyn, fiul lui Hilda Prager (născută Friedfeld; 1919–2009) și al lui Max Prager (1918–2014).  Acesta și frații săi au crescut într-o familie de credință iudaică modernă⁠(d). A urmat școala Yeshiva din Flatbush⁠(d) din Brooklyn, New York, unde s-a împrietenit cu Joseph Telushkin⁠(d). A urmat Colegiul Brooklyn⁠(d) și a absolvit cu o diplomă în istorie și Orientul Mijlociu. Pe parcursul următorilor ani, Prager a urmat Facultatea de Afaceri Publice Internaționale⁠(d) din cadrul Universității Columbia și Universitatea din Leeds. Mai târziu, acesta și-a abandonat studiile și a părăsit credința iudaismul modern, însă continuă să respecte nenumărate practici religioase.

## Lucrări
- The Nine Questions People Ask About Judaism (cu Joseph Telushkin) (1986) ISBN 978-0-671-62261-9
- Think a Second Time (44 Essays on 44 Subjects) (1996) ISBN 978-0-06-098709-1
- Happiness Is a Serious Problem: A Human Nature Repair Manual[7] (1999) ISBN 978-0-06-098735-0
- Why the Jews? The Reason for Antisemitism (cu Joseph Telushkin) (2003) ISBN 978-0-7432-4620-0
- Still the Best Hope: Why the World Needs American Values to Triumph (2012) ISBN 978-0-06-198512-6
- The Ten Commandments: Still the Best Moral Code (2015) ISBN 978-1-62157-417-0
- The Ten Commandments: Still the Best Path to Follow (2015) ISBN 978-1-5113-1709-2
- The Rational Bible: Exodus (2018) ISBN 978-1-62157-772-0
- The Rational Bible: Genesis (2019) ISBN 978-1-62157-898-7